# Vošanovac
Vošanovac (cyr. Вошановац) – wieś w Serbii, w okręgu braniczewskim, w gminie Petrovac na Mlavi. W 2011 roku liczyła 378 mieszkańców.